# Jens Kramer Mikkelsen

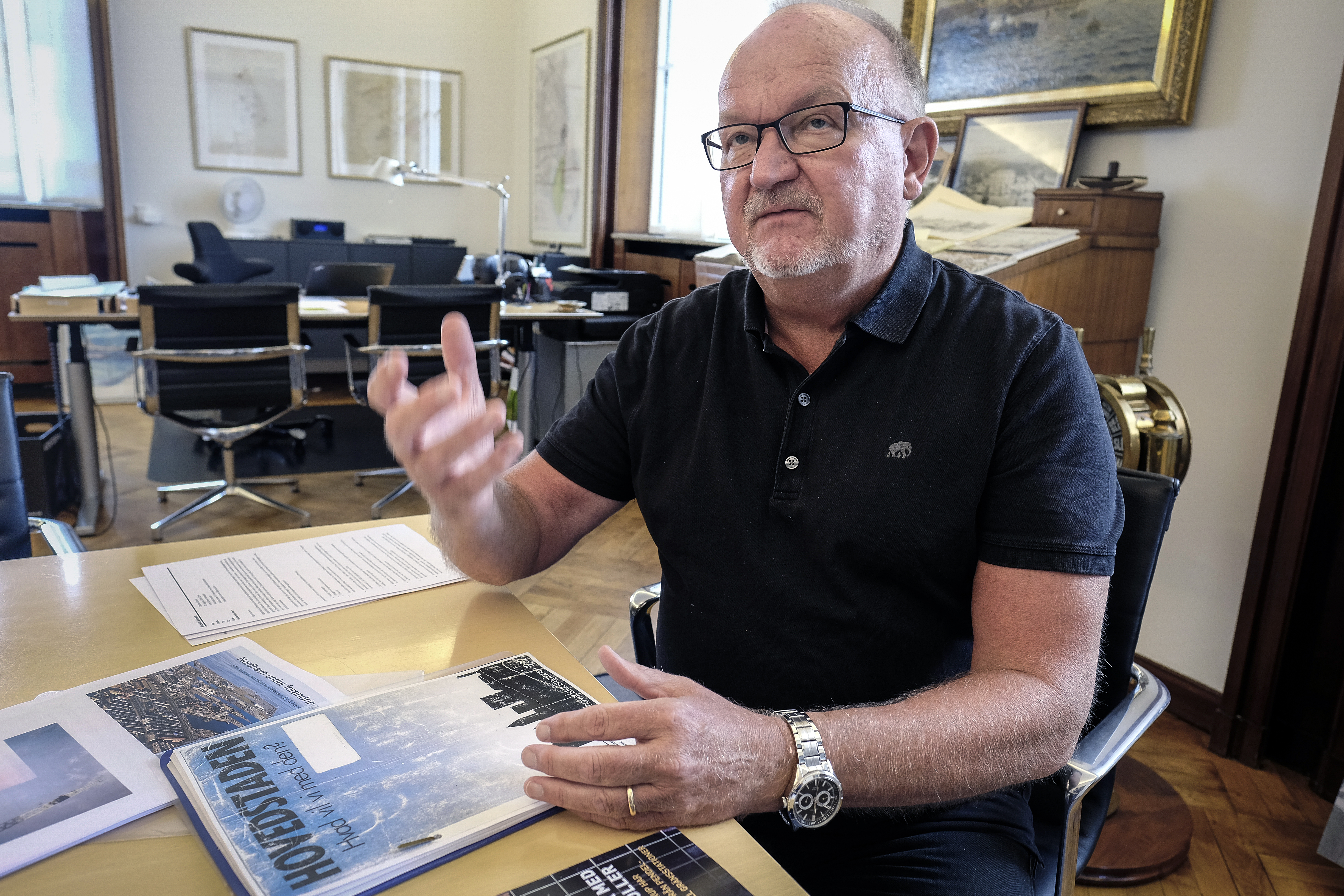
Jens Kramer Mikkelsen

Jens Kramer Mikkelsen (* 16. Dezember 1951) ist ein dänischer sozialdemokratischer Politiker. Von 1989 bis 2004 war er Oberbürgermeister von Kopenhagen. Am 27. September 2004 kündigte er seinen Rücktritt zum 15. November 2004 an, um dann Geschäftsführer der Firma Ørestadsselskabet zu werden, die sich mit der Entwicklung des neuen Kopenhagener Stadtteils Ørestad und der Kopenhagener U-Bahn befasst.
| Vorgänger      | Amt                                        | Nachfolger   |
| -------------- | ------------------------------------------ | ------------ |
| Egon Weidekamp | Oberbürgermeister von Kopenhagen 1989–2004 | Lars Engberg |

| Personendaten    | Personendaten          |
| ---------------- | ---------------------- |
| NAME             | Mikkelsen, Jens Kramer |
| KURZBESCHREIBUNG | dänischer Politiker    |
| GEBURTSDATUM     | 16. Dezember 1951      |